# Air Boom
Air Boom fue un equipo en pareja de lucha libre profesional, formado por Kofi Kingston y Evan Bourne. Ambos lograron un reinado como Campeones en Parejas de la WWE. El nombre del equipo fue escogido por cientos de seguidores por media Twitter.

## Carrera

### Inicios
Kingston y Bourne unieron fuerzas por primera vez en ECW, el 10 de junio de 2008, cuando Bourne luchaba contra Shelton Benjamin y Mike Knox, ya que Bourne fue lanzado con un powerbomb de Benjamin sobre Kingston, quien se encontraba en la mesa de comentaristas viendo la lucha. Bourne y Kingston lucharon en equipo en raras ocasiones entre 2009 hasta inicio de 2010 enfrentando a otro equipo en varias luchas de equipos, The Legacy.

### 2011-2012
Bourne y Kingston formaron un equipo oficial en 2011. El 15 de agosto en Raw, Kingston y Bourne derrotaron a los Campeones en Parejas de la WWE David Otunga y Michael McGillicutty en una lucha no titular convirtiéndose ambos en contendientes al campeonato en parejas. El 22 de agosto en Raw, Kingston y Bourne derrotaron a Otunga y McGillicutty ganando su primer Campeonato en Parejas de la WWE como equipo. El 29 de agosto en Raw, el equipo fue oficialmente nombrado "Air Boom", y tuvieron su primera defensa por el título derrotando a Otunga y McGillicutty en la cláusula de revancha. El nombre "Air Boom" fue escogido por Evan Bourne y Kofi Kingston confirmándolo en WWE.com, siendo escogido por la red social Twitter, donde se hizo una encuesta sobre el nombre que debería usar el nuevo equipo. Entre los 11 finalistas, el nombre "Air Boom" fue escogido, que fue creado combinando sus seudónimos: “Air Bourne” por "Aire" y “Boom Squad” por "Boom".
Air Boom mantuvieron una exitosa defensa de sus títulos ante R-Truth y The Miz en Night of Champions vía descalificación luego de que Miz atacara al árbitro en mitad de la lucha. Ellos entraron en un feudo con los clientes de Vickie Guerrero, Dolph Ziggler y Jack Swagger, defendiendo con éxito sus campeonatos en Hell in a Cell y Vengeance.
El 1 de noviembre de 2011, la WWE suspendió a Bourne por 30 días por su primera violación a la compañía al fallar con el Bienestar de la Policía de la WWE. Bourne regresó a la televisión el 5 de diciembre. Air Boom perdieron una lucha ante Primo y Epico el 13 de diciembre en WWE Superstars en una lucha no titular. Cinco días después, Air Boom entró en un feudo con los Puerto Riqueños llevando la contienda a TLC 2011, donde derrotaron a Primo y Epico. El 6 de enero en Smackdown, derrotaron a Primo y Epico. El 15 de enero en un house show, Air Boom perdieron los títulos ante Primo y Epico. El 16 de enero en Raw, Air Boom cobraron su cláusula de revancha pero perdieron. Al día siguiente, Bourne fue suspendido nuevamente, violando el Bienestar de la Policía de la WWE. Desde entonces, Kingston comenzaría a hacer equipos con R-Truth, disolviendo Air Boom.

## En lucha
- Movimientos finales
  - Trouble in Paradise[9] de Kingston (Jumping corkscrew roundhouse kick) seguido de un Air Bourne de Bourne (Shooting star press).

- Apodos
  - "The Dreadlocked Dynamo" (Kingston)
  - "Air" Bourne (Bourne)

- Música de Entrada
  - "Born to SOS" por Jim Johnston ft. Mutiny Within y Collie Buddz (5 de septiembre de 2011 – 3 de octubre de 2011)
  - "Boom" por Jim Johnston (7 de octubre de 2011 – 16 de enero de 2012)

## Campeonatos y logros
- World Wrestling Entertainment / WWE
  - WWE Tag Team Championship (1 vez)